# Forme bilinéaire non dégénérée
En mathématiques, une forme bilinéaire non dégénérée est une forme bilinéaire telle que le seul vecteur orthogonal, à gauche ou à droite, de tous les vecteurs selon cette forme est le vecteur nul {0}.
Par exemple, un produit scalaire est un cas particulier de forme bilinéaire non dégénérée.

## Définitions
Soient K un corps, E un K-espace vectoriel à gauche, F un K-espace vectoriel à droite et f une forme bilinéaire sur E×F.
- On dit que f est dégénérée à droite (resp. à gauche) s'il existe un élément non nul {\displaystyle y_{0}} de F (resp. {\displaystyle x_{0}} de E) tel que {\displaystyle f(x,y_{0})=0} pour tout {\displaystyle x\in E} (resp. {\displaystyle f(x_{0},y)=0} pour tout {\displaystyle y\in F}).
- On appelle espace singulier à droite le sous-espace suivant de F :{\displaystyle S_{d}(f)=\{y\in F,\ \forall x\in E,\ f(x,y)=0\}}
- On définit de même l'espace singulier à gauche {\displaystyle S_{g}(f)\subset E.}
- On dit que f est non dégénérée si elle est non dégénérée à droite et à gauche.

## Propriétés
- Pour un vecteur x de E, notons {\displaystyle f(x,\cdot )} la fonction partielle de f qui à {\displaystyle y\in F} associe {\displaystyle f(x,y)}. C'est une forme linéaire sur F, donc un élément du dual algébrique F* (qui est, comme E, un K-espace vectoriel à gauche). De plus, l'application {\displaystyle {\hat {f}}} de E dans F* qui à {\displaystyle x} associe {\displaystyle f(x,\cdot )} est linéaire. Par construction,{\displaystyle S_{g}(f)=\ker {\hat {f}}.}
- Si E et F sont de dimension finie, {\displaystyle S_{g}(f)=\{{\overrightarrow {0}}\}} si et seulement si {\displaystyle S_{d}(f)=\{{\overrightarrow {0}}\}}, et cela équivaut à dire que f est non dégénérée.
- Lorsque E est un espace vectoriel réel, toute forme bilinéaire symétrique non dégénérée positive sur E×E est définie (c'est donc un produit scalaire). C'est une conséquence de l'inégalité de Cauchy-Schwarz pour les formes bilinéaires positives.